# العلاقات الأيرلندية الطاجيكستانية
العلاقات الأيرلندية الطاجيكستانية هي العلاقات الثنائية التي تجمع بين جمهورية أيرلندا وطاجيكستان.

## مقارنة بين البلدين
هذه مقارنة عامة ومرجعية للدولتين:
| وجه المقارنة                                              | جمهورية أيرلندا                                       | طاجيكستان                          |
| --------------------------------------------------------- | ----------------------------------------------------- | ---------------------------------- |
| المساحة (كم2)                                             | 70.27 ألف                                             | 143.10 ألف                         |
| عدد السكان (نسمة)                                         | 4.76 مليون                                            | 8.92 مليون                         |
| الكثافة السكانية (ن./كم²)                                 | 67.74                                                 | 62.33                              |
| العاصمة                                                   | دبلن                                                  | دوشنبه                             |
| اللغة الرسمية                                             | اللغة الأيرلندية، لغة إنجليزية، الإنجليزية الأيرلندية | اللغة الطاجيكية                    |
| العملة                                                    | جنيه أيرلندي، يورو، عملات اليورو الأيرلندية           | ساماني طاجيكي، الروبل الطاجيكستاني |
| الناتج المحلي الإجمالي (بليون دولار)                      | 333.73 مليار                                          | 7.15 مليار                         |
| الناتج المحلي الإجمالي (تعادل القوة الشرائية) بليون دولار | 318.16 مليار                                          | 24.03 مليار                        |
| الناتج المحلي الإجمالي الاسمي للفرد دولار أمريكي          | 61.13 ألف                                             | 925                                |
| الناتج المحلي الإجمالي للفرد دولار أمريكي                 |                                                       | 2.69 ألف                           |
| مؤشر التنمية البشرية                                      | 0.916                                                 | 0.624                              |
| رمز المكالمات الدولي                                      | +353                                                  | +992                               |
| رمز الإنترنت                                              | .ie                                                   | .tj                                |
| المنطقة الزمنية                                           | 00، ت ع م+01:00، أوروبا/دبلن ‏                         | ت ع م+05:00                        |

## منظمات دولية مشتركة
يشترك البلدان في عضوية مجموعة من المنظمات الدولية، منها:
| علم المنظمة | اسم المنظمة                        | تاريخ انضمام جمهورية أيرلندا | تاريخ انضمام طاجيكستان |
| ----------- | ---------------------------------- | ---------------------------- | ---------------------- |
|             | مؤسسة التنمية الدولية              | 22 ديسمبر 1960               | 4 يونيو 1993           |
|             | منظمة الأمن والتعاون في أوروبا     | 25 يونيو 1973                | 30 يناير 1992          |
|             | مؤسسة التمويل الدولية              | 11 سبتمبر 1958               | 2 ديسمبر 1994          |
|             | منظمة حظر الأسلحة الكيميائية       | ?                            | ?                      |
|             | الأمم المتحدة                      | 14 ديسمبر 1955               | 2 مارس 1992            |
|             | الاتحاد الدولي للاتصالات           | 8 ديسمبر 1923                | 28 أبريل 1994          |
|             | منظمة الشرطة الجنائية الدولية      | ?                            | ?                      |
|             | البنك الدولي للإنشاء والتعمير      | 8 أغسطس 1957                 | 4 يونيو 1993           |
|             | الاتحاد البريدي العالمي            | ?                            | ?                      |
|             | وكالة ضمان الاستثمار متعدد الأطراف | 27 أكتوبر 1989               | 9 ديسمبر 2002          |
|             | بنك التنمية الآسيوي                | 2006                         | 1998                   |
|             | يونسكو                             | 3 أكتوبر 1961                | 6 أبريل 1993           |
|             | الفريق المعني برصد الأرض           | ?                            | ?                      |